# Nikola Pešić (pijanista)
Nikola Pešić (Pirot, 5. marta 1987) srpski je pijanista, klavirski pedagog i kompozitor.

## Život i obrazovanje
Nikola je sa devet godina započeo svoj muzički put u okviru osnovne muzičke škole u klasi profesora Jurija Kirejčuka i Tatijane Slivinskaje (Ukrajina). Nakon završetka srednje Muzičke Škole u Nišu, upisao je Fakultet umetnosti u Nišu gde je na odseku za klavir najpre studirao kod prof. Aleksandra Serdara a zatim i prof. Zorana Jančića (Bosna i Herzegovina) u čijoj je klasi, sa najvišom ocenom diplomirao. Sticanjem diplome u klasi prof. Zorana Jančića, postao je peta generacija direktne pedagoške i pijanističke loze čuvenog Franca Lista.
Godine 2014. upisao je postdiplomske studije na Univerzitetu Umetnosti u Bernu (Švajcarska) gde je stekao Master of Arts in Music Performance – klavir i kamerna muzika a zatim i diplomu Master of Arts in Music Pedagogy – klavir u klasi profesorke Patricije Panji (Francuska). Pored klavira izučavao je fortepiano sa prof. Edoardom Torbianelijem (Italija), čembalo sa prof. Takaši Vatanabe (Japan) kao i savremenu muziku kod prof. Pjer Suble (Švajcarska). Sarađivao sa mnogim eminentinim profesorima i umetnicima, između ostalih: Aleksandar Serdar, Marija Dinov Vasić, Majkl Lesli (Kraljevska Akademija u Glazgovu), Boris Romanov (Rusija), Tatiana Koruntskaya (Švajcarska), Barbara Dol, Patrik Jidt (Nemačka), Robert Moravski (Univerzitet Frederik Šopen u Varšavi - Poljska), Majumi Seiler, Jukiko Sugavara (Japan).
Dobitnik je stipendije Fondacija Rita Zimerman, Dr Pjer i Marie Spring-Čanc u Bernu kao i Fondacije Irene Denera u Lozani.

## Karijera
Aktivno nastupa kao solista i kamerni muzičar širom Švajcarske, Francuske, Austrije, Italije, Srbije itd. Nastupio je i sa orkestrom OperaVox (Rumunija), pod rukovodstvom dirigenta Salvatore Cicera (Švajcarska, Italija), a takođe je bio privilegovan da u sklopu sexteta „Martinu Project”, nastupi na Ekselenc koncertu kamerne muzike u Bernu. U saradnji sa kolegama iz klase prof. Panji, Tasti’Era Projects i uz podršku Yamaha Music Europe, snimio je dva CD-a humanitarnog karaktera, „Opus 1” i „Viva Piano-Viva Forte”,  za pomoć ugroženoj deci u Africi i Švajcarskoj. Takođe je za izdavačku kuću Acanthus Music snimio dupli CD i video u sklopu udžbenika za klavir „Flying Fingers“ Daniela Helbaha (CH). Izdvaja se i njegovo učešće u projektu “Integralno izvođenje svih dela za klavir i orkestar L. van Betovena” gde je svirao Betovenov klavirski koncert br.4 u G-duru, u Nišu (Srbija) i Skoplju (Makedonija). Osvajač je mnogobrojnih nagrada na takmičenjima mladih pijanista. Godine 2018. izdao je svoj debitantski solo CD „EAST WEST” sa delima ređe izvođenih kompozitora poput F. Mompoa, X. Montsalvađe, K. Šimanovski i dr. Na stihove pesnika Dragana Vukašinovića komponovao je 27 ličnih klavirskih improvizacija u skolpu CDa i zbirke pesama „Duša Žene”.
Nikola je svoju pedagošku karijeru započeo u Srbiju kao profesor klavira i korepetitor u državnoj muzičkoj školi „Dr Dragutin Gostuški” u Pirotu i njegovi učenici ostvarili su zapažene nastupe i rezultate na nacionalnim i internacionalnim takmičenjima. Veoma intenzivno i uspešno pedagoško delovanje nastavlja i u Švajcarskoj gde je imao prilika da predaje u više muzičkih škola u Kantonu Cirih, Aargau kao i muzičkoj školi Konzervatorijum Bern. Autor je jedinstvenog koncepta „Prva muzička iskustva na klaviru” koji uključuje originalne kompozicije i priručnik za nastavnike klavira. Rad je izazvao veliko interesovanje na godišnjoj konferenciji evropske asocijacije klavirskih pedagoga (EPTA) u Listalu (Švajcarska).

## Diskografija
- Duša Žene - 27 improvizacija na stihove pesnika Dragana Vukašinovića. 2019 Prometej, Srbija
- EAST WEST - Klavirski recital koji predstavlja metamorfozu umetnika koji sa istoka odlazi na zapad i upoznaje nove muzičke ličnosti. „Okružen novim ličnostima i iskustvima, reflektiram sebe i kroz nesebičnu, jedinstvenu interpretaciju pokušavam da prikažem čitav univerzum tonskog slikarstva”.[5] 2018 Tasti'Era Projects, Nemačka[6]
- Viva Piano-Viva Forte - Humanitarni CD za pomoć ugroženoj deci u Švajcarskoj i podrška SOLIDEJ Fondaciji Aargau. U saradji sa klavirskom klasom prof. Panji i Yamaha Music Europe. 2017 Tasti'Era Projects, Švajcarska[7]
- Flying Fingers Band 2 - Dupli Audio CD i Video-u sklopu udžbenika za klavir od Daniela i Žanet Helbach. 2016 Acanthus Music GmbH, Švajcarska[8]
- Opus 1 - Humanitarni CD za pomoć ugroženoj deci u Africi i podrška EEDM Fondaciji. U saradji sa klavirskom klasom prof. Panji i Yamaha Music Europe. 2015 Tasti'Era Projects, Švajcarska[9]

## Spoljašnje veze
- Nikola Pešić Pianist - Homepage
- Tasti'Era Project Artist Nikola Pešić
- MjuzNews Intervju sa Nikolam Pešić
- iSrbija Intervju sa pijanistom